# Dodatki do żywności
Dodatki do żywności – substancje chemiczne dodawane do żywności w celu uzyskania określonych pożądanych efektów.
Dokładna definicja może być różna w różnych państwach – na przykład w Unii Europejskiej dodatkiem do żywności jest „substancja, która nie jest normalnie spożywana, natomiast jest celowo dodawana do żywności ze względów technologicznych”, natomiast w Stanach Zjednoczonych dodatkami do żywności są „substancje, których zamierzone zastosowanie powoduje, lub można zasadnie oczekiwać, że spowoduje, że bezpośrednio lub pośrednio stanie się składnikiem żywności lub w inny sposób wpłynie na właściwości żywności”.

## Podział
Chemiczne dodatki do żywności można podzielić na:
- kompozycje smakowo-zapachowe, zwane czasami mieszankami aromatyzującymi
- barwniki do żywności (dzielą się na organiczne naturalne, syntetyczne identyczne z naturalnymi, organiczne syntetyczne, nieorganiczne syntetyczne, barwniki pochodzenia mineralnego)[3]
- emulgatory, zagęstniki, środki spulchniające i inne środki zmieniające konsystencję produktów
- konserwanty, przeciwutleniacze, stabilizatory – związki przedłużające trwałość produktów.

Wszystkie te dodatki mogą mieć pochodzenie naturalne, jak i sztuczne. Z tego punktu widzenia dodatki te dzieli się na:
- naturalne – pochodzące bezpośrednio z produktów naturalnych,
- identyczne z naturalnymi – tzn. syntezowane przez człowieka, ale o identycznej strukturze chemicznej do związków naturalnych,
- sztuczne – syntezowane przez człowieka i o strukturze nie odpowiadającej żadnym związkom występującym naturalnie.

Podział na związki pochodzenia naturalnego sztucznego nie jest ścisły. Każdy związek chemiczny może być produkowany różnymi metodami – może on być wyodrębniany z produktów naturalnych lub być syntezowany przez człowieka. Jeśli struktura chemiczna i czystość związków z obu źródeł jest identyczna to również mają one identyczne własności jako dodatki do żywności.

## „Identyczny z naturalnym”
Gdy na opakowaniu żywności spotykamy napis sztucznie barwione i aromatyzowane – oznacza to, że do zabarwienia i aromatyzacji produktu zostały użyte związki otrzymane na drodze syntetycznej i że związki te mogą posiadać inną strukturę niż te występujące naturalnie.
W przypadku kompozycji smakowo-zapachowych fakt ich zastosowania zamiast lub obok smaków prawdziwych owoców, warzyw itp. sygnalizowany jest napisem smak identyczny z naturalnym na opakowaniu produktu żywnościowego. Dokładnie oznacza to, że wszystkie użyte związki chemiczne do wytworzenia danego wrażenia smakowego w produkcie występują w jakichś produktach naturalnych spożywanych przez ludzi. W aromacie „identycznym z naturalnym” nie ma związków chemicznych, których normalnie nie spożywa się jedząc różne owoce, warzywa, przyprawy, produkty mleczne i zbożowe. Stężenie i proporcje tych związków mogą być jednak znacząco różne od tych występujących oryginalnie w produkcie naturalnym, którego smak jest „udawany” przez daną kompozycję smakową. Związki użyte do uzyskania wrażenia smakowo-zapachowego mogą przy takim jego opisie być otrzymywane przez wyodrębnianie z produktów naturalnych, jak i być syntezowane sztucznie. Struktura chemiczna tych wyprodukowanych sztucznie jest jednak identyczna ze związkami obecnymi w jakichś produktach naturalnych.
Mieszanina związków zwana „smakiem identycznym z naturalnym” jest zwykle komponowana przez wyspecjalizowane laboratoria, zatrudniające ludzi posiadających tzw. „wyobraźnię smakowo-zapachową”, zwanych popularnie „nosami”. Komponują oni te mieszaniny, korzystając z obszernych baz danych związków smakowo-zapachowych, ograniczając się jednak tylko do tych występujących naturalnie. Końcowa kompozycja nie ma jednak zwykle identycznego składu jak smak który „udaje” – jej zadaniem jest tylko wywołanie podobnego wrażenia z użyciem jak najmniejszej liczby jak najtańszych w produkcji związków chemicznych, występujących naturalnie.

## Potencjalna szkodliwość
Wbrew rozpowszechnionym opiniom, syntetyczne dodatki do żywności są często bezpieczniejsze w użyciu od tych wyodrębnianych z produktów naturalnych. Łatwiej jest je bowiem oczyścić i kontrolować przebieg ich produkcji. W ciągu roku, przeciętny człowiek z kraju wysoko uprzemysłowionego spożywa ok. 2 kg tych dodatków. Zagrożenia jakie to powoduje są sprawą dyskusyjną. W zasadzie wszystkie dodatki znajdujące się na liście „E” (patrz niżej) są przebadane i uważane za względnie bezpieczne w użyciu, przynajmniej przez wyspecjalizowane instytucje normalizacyjne Unii Europejskiej.
Podstawowym zagrożeniem ich masowego stosowania jest fakt, że codzienny kontakt z wieloma setkami różnych związków chemicznych, w stężeniach większych niż w naturalnych produktach, wywołuje u coraz większej liczby osób (szczególnie dzieci) alergie. Nawet jeśli żaden z tych związków osobno nie jest szkodliwy, ciągłe ich spożywanie w dużych ilościach w produktach żywnościowych radykalnie zwiększa ryzyko nabycia różnego rodzaju alergii.
Z drugiej jednak strony, masowa produkcja pakowanej żywności, która jest dystrybuowana przez sieci sklepowe nie jest właściwie możliwa bez stosowania dodatków chemicznych, zwłaszcza konserwantów. Np.: spożycie zepsutego masła lub jogurtu jest znacznie bardziej niebezpieczne dla zdrowia niż spożycie niezepsutego produktu, zawierającego konserwanty. Praktyka handlowa pokazuje, że klienci na ogół wybierają produkty o dłuższym okresie trwałości, ładniejszym wyglądzie i lepszym smaku, mimo że jest to osiągane przez stosowanie chemicznych dodatków do żywności. Zjawisko to powoduje, że producenci, aby przetrwać na rynku, muszą masowo te dodatki stosować.
Na całym świecie narasta jednak coraz silniejsza tendencja do produkowania tzw. zdrowej żywności, która z definicji nie powinna posiadać w swoim składzie żadnych chemicznych dodatków. W niektórych krajach (np.: w Wielkiej Brytanii) istnieją specjalne organizacje, które kontrolują produkcję tego rodzaju żywności i dają uczciwym producentom prawo do umieszczania odpowiedniego znaku na opakowaniu. W Polsce wciąż nie istnieje żadna, powszechnie szanowana instytucja, która by kontrolowała produkcję tego rodzaju żywności, stąd kupując tego rodzaju żywność nie ma się pewności czy rzeczywiście nie zawiera ona żadnych chemicznych dodatków.

## Lista E
W celu umożliwienia pomieszczenia na niewielkiej na ogół etykiecie spisu wszystkich użytych dodatków, co w wielu krajach wymagane jest prawem, a z drugiej strony w celu zmniejszenia u nabywcy negatywnych wrażeń wynikających z czytania skomplikowanych nazw chemicznych, bardzo często zamiast tych nazw stosuje się skróty literowo-cyfrowe. W Unii Europejskiej istnieje tzw. lista E, na której zgromadzone są wszystkie dodatki do żywności, uznane na jej obszarze za bezpieczne w użyciu. Związki na tej liście posiadają oznaczenia kodowe zaczynające się literą E, np. zamiast chemicznej nazwy benzoesan sodu podaje się symbol E211. Aktualnie na liście tej znajduje się przeszło 2000 różnych związków.
Dopuszczalne w Polsce wielkości dodatków do żywności określa „Rozporządzenie Ministra Zdrowia” z dnia 27 grudnia 2000 r., w sprawie wykazu dopuszczalnych ilości substancji dodatkowych i innych substancji obcych dodawanych do środków spożywczych lub używek, a także zanieczyszczeń, które mogą znajdować się w środkach spożywczych lub używkach.